# Ouidad Elma
Ouidad Elma là một nữ diễn viên người Pháp gốc Maroc. Cô được sinh ra ở vùng núi Rif, Maroc. Cô lớn lên ở Paris trong khu phố của Menilmontant.

## Đầu đời
Elma bắt đầu lớp học diễn xuất khi cô sáu tuổi. Cô gia nhập công ty sân khấu ở Paris và bắt đầu diễn xuất chuyên nghiệp từ năm mười sáu tuổi. Cô đóng vai nhân vật đầu tiên cho bộ phim "Sa raison d'être" của đạo diễn Renaud Bertrand, ngay sau khi cô đóng vai chính trong bộ phim "Kế hoạch B" của Pháp do Kamel Saleh đạo diễn. Sau đó, cô chuyển đến Morocco và theo đuổi sự nghiệp diễn xuất của mình bằng cách đóng vai chính trong nhiều bộ phim khác nhau. Cô đã chơi trong "Love The Medina", "Zero" của đạo diễn Noureddine Lakhmari và trong "Người tình súng trường", Lmm du du Rif do Narjiss Nejjar đạo diễn.

## Sự nghiệp điện ảnh
Năm 2014, Elma xuất hiện trong bộ phim truyền hình ngắn " The Red Tent " và bộ phim "Madness". Năm sau đó, cô xuất hiện trong bộ phim Killing Jesus và loạt FX Tyrant.
Năm 2016, cô ký hợp đồng với kênh truyền hình Medi 1 trong loạt phim truyền hình "Ghoul" và bộ phim Pháp "Tazzeka". Cũng trong năm đó, Elma đã xuất hiện trong loạt phim The Last Post của BBC được phát sóng vào tháng 10 năm 2017.

## Phần thưởng và đề cử
Elma đã giành được đề cử và giải thưởng cho các bộ phim của mình, đáng chú ý là tại liên hoan phim quốc tế Dubai, Festival International du Film Francophone de Namur và Liên hoan phim quốc tế Marrakech năm 2011 và 2012. Năm 2015, cô đã giành giải Nữ diễn viên xuất sắc nhất cho "Madness "Tại Liên hoan phim Agadir.

## Video âm nhạc
Vào năm 2015, Elma đã xuất hiện trong video âm nhạc cho bài hát "Fuck That" của Skrillex.

## Đóng phim

### Phim ảnh
- 2018: Amin đạo diễn bởi Philippe Faucon
- 2018: Demi-soeurs do Saphia Azzeddine và François Régis Jeanne đạo diễn
- 2016: Tazzeka đạo diễn bởi Jean-Philippe Gaud: Salma
- 2015: La lisière (Ngắn) của đạo diễn Simon Saulnier: Hawa
- 2015: Chaïbia do Youssef Britel đạo diễn: Amal
- 2014: 7, rue de la Folie / Madness do Jawad Rhalib đạo diễn: Sara
- 2012: Zéro do Noureddine Lakhmari đạo diễn: Nadia
- 2011: L'amante du rif do Narjiss Nejjar đạo diễn: Radia
- 2011: Tình yêu trong medina do Abdelhai Laraki đạo diễn: Zineb
- 2010: Kế hoạch B do Kamel Saleh làm đạo diễn: Lydia

### Truyền hình
- 2017: The Last Post đạo diễn Jonny Campbell và Miranda Bowen: Yusra
- 2016: Ghoul (30 tập) của đạo diễn Jean Luc Herbulot: Amal
- 2015: Tyrant 2.2 - Nhập số phận do Gwyneth Horder-Payton đạo diễn: Amina
- 2015:Killing Jesus do Christopher Menaul đạo diễn: Sarah
- 2014: The Red Tent của đạo diễn Roger Young: Abi
- 2008: Sa raison d'être do Renaud Bertrand đạo diễn: Kayna